# NGC 541
NGC 541 (другие обозначения — UGC 1004, MCG 0-4-137, ZWG 385.128, ARP 133, DRCG 7-34, PGC 5305) — галактика в созвездии Кит. Открыта Генрихом Луи Д’Арре в 1864 году, описывается Дрейером как «тусклый, маленький объект круглой формы, более яркий в середине».
NGC 541 обладает активным ядром и является радиогалактикой, также известной как 3C 40A. По классификации Фанарова — Райли относиться к классу I.
В центре NGC 541 лежит сверхмассивная чёрная дыра, масса которых оценивается в (1,9 — 9,2) × 10 8 M☉.
Этот объект входит в число перечисленных в оригинальной редакции «Нового общего каталога».
Используется Атласом пекулярных галактик в качестве примера галактики с соседними фрагментами.
Вблизи NGC 541 наблюдается карликовая галактика, отличающаяся голубым цветом и являющаяся объектом Минковского. Она расположена на пути радиоджета NGC 541. Он, вероятно, ответственен за вспышку звездообразования.
Галактика NGC 541 входит в состав группы галактик NGC 545. Помимо NGC 541 в группу также входят ещё 10 галактик.
Галактика NGC 541 входит в состав группы галактик NGC 585. Помимо NGC 541 в группу также входят ещё 22 галактики.